# Christian von Mechel
Christian von Mechel est un graveur et éditeur suisse né à Bâle le 4 avril 1737 et mort à Berlin le 11 avril 1817.

## Biographie
Christian von Mechel naît dans une famille protestante ; son père est tonnelier. Il étudie la gravure sur cuivre de 1753 à 1755 avec Heumann à Augsbourg puis avec J. G. Pintz à Nuremberg de 1755 à 1757.
Il s'installe à Paris en 1757 où il travaille d'abord avec Jean-Georges Wille avant d'ouvrir son propre atelier en 1760. Il se marie en 1764, avec Elisabeth Haas, fille de Johann Wilhelm Haas, fondeur de caractères typographiques originaire de Nuremberg.
Il retourne à Bâle en 1765 et accepte d'entrer au Grand Conseil, la charge lui avait déjà été proposée en 1761. Son atelier de gravure acquiert progressivement la notoriété et la reconnaissance et contribue, notamment, à mettre en valeur l'œuvre de Hans Holbein le Jeune. Il a pour élève Antoine-Louis Romanet. Il enseigne le dessin appliqué à l'université de Bâle de 1770 à 1806. Il adhère à la Société helvétique en 1777. De 1779 à 1784 il travaille à la réorganisation de la galerie impériale de Vienne, selon des critères historiques et artistiques. Il se remarie en 1795 avec Frederike von Wagner dont il divorce l'année suivante.
Mechel abandonne son commerce qui périclitait et s'installe à Berlin en 1806. Il y exerce comme éditeur d'art. Il est fait membre de l'Académie royale des beaux-arts en 1807.

## Œuvre
Remarque : la responsabilité de Christian de Mechel dans les ouvrages ci-dessous est limitée aux gravures ou à l'édition. Les textes ne sont pas de lui et les illustrations elles-mêmes peuvent être la reproduction de l'œuvre d'un autre artiste.
- Johann Carl Hedlinger, Œuvre du chevalier Hedlinger ou Recueil des medailles de ce célèbre artiste (...), accompagnées d'une explication historique et critique par Chr. de Mechel, et précédées de la vie de l'auteur. Bâle, Schweighauser (imp.), 1776-1778. Contient 40 planches gravées en taille-douce par Von Mechel.
- Nicolas Pigage, Galerie Électorale de Dusseldorf, Bâle, 1778, 2 vol. in-folio. Contient 365 estampes gravées par Chr. de Mechel d'après les tableaux. En ligne
- Hans Holbein - Le triomphe de la mort (1780)
- Verzeichniß der Gemälde der Kaiserlich Königlichen Bilder-Galerie in Wien (1783)
- Karl Gottlieb von Windisch's Briefe über den Schachspieler des Hrn. von Kempelen (1783)
- Costumes de Paysans et Paysannes de la Suisse (1785)
- Vorstellungen und Plane der merkwürdigsten Begebenheiten des gegenwärtigen Krieges der Österreicher und Russen gegen die Türken (1790)
- Explication des renvois de l'estampe enluminée, qui représente la vallée de Chamouni, le Mont-Blanc et les montagnes adjacentes (1791)
- Entwurf einer Kunstgeschichte Helvetiens (1791)
- Itinéraire du St. Gothard, d'une partie de Vallais et des contrées de la Suisse, que l'on traverse ordinairement pour se rendre au Gothard (1795)
- Recueil de Vues choisies de la Suisse (1796)
- Tableaux historiques et topographiques, ou relations exactes et impartiales des trois événemens mémorables qui terminèrent la campagne de 1796 sur le Rhin (1798)
- Soldaten- und Plotons-Schule für die Infanterie aus dem französischen Reglement (1799)
- Plan, Durchschnitt und Aufriß der drey merkwürdigsten hölzernen Brücken in der Schweiz (1803)
- Johann Hieronymus Schröter, Tableau comparatif des montagnes de la Lune, de Venus, de Mercure et de quelques-unes de plus hautes montagnes de la Terre, Chrétien de Méchel, 1806.
- Lucas Cranach's Stammbuch, Berlin, Von Mechel, 1814
- Bildnisse sämmtlicher zu dem Throne von Frankreich zurückberufenen Bourbons (1814)
- Den gekrönten Befreiern Europas jetzt in Wien versammelt ... widmet die Abbildung der Eisernen Hand des ... Götz von Berlichingen (1815)